# When a Man Loves a Woman
«When a Man Loves a Woman» — песня, написанная Кэлвином Льюисом и Эндрю Райтом и записанная певцом Перси Следжем в 1966 году в Norala Sound Studio в Шеффилде, штат Алабама.
Песня достигла 1 места и в Billboard Hot 100, и в ритм-н-блюзовом чарте «Билборда».
Кавер-версия в исполнении Майкла Болтона в 1991 году три недели возглавляла список радиохитов (Billboard).
В 1999 году тот оригинальный сингл Перси Следжа с этой песней (вышедший в 1966 году на лейбле Atlantic Records) был принят в Зал славы премии «Грэмми».
В 2004 году журнал Rolling Stone поместил песню «When a Man Loves a Woman» в исполнении Перси Следжа на 54 место своего списка «500 величайших песен всех времён». В списке 2011 года песня находится на 53 месте.
Кроме того, песня «When a Man Loves a Woman» в исполнении Перси Следжа входит в составленный Залом славы рок-н-ролла список 500 Songs That Shaped Rock and Roll.